# Cortex piriforme
Le cortex piriforme, ou cortex pyriforme, auparavant également appelé cortex prépiriforme, est une région du cerveau et est la plus grande des aires olfactives. Le cortex piriforme, situé au centre du cortex olfactif primaire fait partie du rhinencéphale situé dans le télencéphale. La fonction du cortex piriforme est liée à l'olfaction d'où son autre appellation de cortex olfactif.

## Anatomie et fonction
Le cortex piriforme fait partie du rhinencéphale. Les neurones du cortex piriforme se projette massivement vers le bulbe olfactif.
En anatomie humaine, le cortex piriforme a été décrit comme étant composé de l'amygdale corticale, de l'uncus et du gyrus parahippocampique antérieur. De manière plus précise, le cortex piriforme humain est situé entre le cortex insulaire et le lobe temporal, en avant et latéralement au niveau de l'amygdale,. 
Le cortex piriforme correspond à l'aire de Brodmann 27.
La fonction du cortex piriforme se rapporte à l'olfaction, soit la perception des odeurs. Cela a en particulier été montré chez l'homme dans la partie postérieure du cortex piriforme
Le cortex piriforme des rongeurs est connu pour abriter des cellules exprimant des marqueurs de plasticité telle que la doublecortine et le PSA-NCAM qui sont modulés par le système des neurotransmetteurs noradrénergiques. 

## Phylogénie
Parfois appelées cortex olfactif, lobe olfactif ou paléopallium, les régions du cortex piriforme sont présentes dans le cerveau des amphibiens, des reptiles et des mammifères.
Le cortex piriforme est l'une des trois régions qui apparaissent dans le télencéphale des amphibiens. Il est situé en position caudale par rapport à la zone dorsale, qui est elle-même caudalement positionnée par rapport à la zone hippocampique.
Chez les mammifères au télencéphale développé, le volume du cortex dorsal augmente légèrement proportionnellement avec l'augmentation globale du volume du cerveau, jusqu'à ce qu'il enveloppe les régions de l'hippocampe. Chez les humains et les singes du vieux monde, les zones dorsales (neopallium ou néocortex) enveloppent le cortex piriforme.
Parmi les groupes taxinomiques de mammifères, le cortex piriforme et le bulbe olfactif deviennent proportionnellement plus petits dans le cerveau des espèces phylogéniquement plus jeunes. Le cortex piriforme occupe une région plus grande, proportionnellement à l'ensemble du cerveau et au télencéphale, chez les insectivores que chez les primates. Chez les espèces les plus récentes de primates, le cortex piriforme continue d'occuper une région conséquente du télencéphale quoique plus petite tandis que le volume du bulbe olfactif devient de moins important proportionnellement. Cette structure occupe une petite partie du cerveau chez l'homme et les primates proches, par rapport aux autres animaux, surtout les insectivores.

## Rôle dans l'épilepsie
Le cortex piriforme contient un foyer épileptogène. À partir de cette région, des crises épileptiques peuvent se déclencher. C'est le site d'action proconvulsive des chemoconvulsifiants.